# Riachuelo (encouraçado de esquadra)
O Riachuelo foi um navio de guerra do tipo encouraçado de esquadra, também denominado couraçado de torre ou, simplesmente, couraçado. Operou tanto na Armada Imperial Brasileira quanto na Marinha do Brasil, após a Proclamação da República. Construído nos estaleiros Samuda & Brothers, no Reino Unido, fazia parte do projeto brasileiro de aquisição de modernos navios couraçados e foi incorporado à armada em 19 de novembro de 1883. Com um deslocamento de 6 100 toneladas, era equipado com duas torres de artilharia, cada uma com dois canhões de 234 mm, além de uma bateria secundária composta por quatro canhões de seis polegadas. À época de sua construção, era um dos mais avançados navios de guerra do mundo. 
Entre 1884 e 1885, o Riachuelo integrou a Esquadra de Evoluções, considerada o núcleo mais moderno da armada imperial. Após a Proclamação da República, foi destacado para escoltar o paquete Alagoas, que transportou a Família Imperial Brasileira para o exílio na Europa, em 17 de novembro de 1889. Cerca de dois anos depois, com o início da Revolta da Armada, o Riachuelo não teve participação ativa, à exceção de alguns de seus oficiais. Para evitar seu envolvimento na rebelião, a Marinha rapidamente enviou o navio para a Europa, onde passou por modificações que ampliaram seu poder ofensivo e sua estabilidade.
Entre suas principais missões, destacam-se o transporte do presidente Campos Sales em visita oficial à Argentina, em 1900, e o deslocamento do Contra-Almirante Huet de Bacellar à Europa, em 1907, para acompanhar a construção e o recebimento dos novos encouraçados Minas Gerais e São Paulo. O Riachuelo foi desativado em 1910.

## Construção
Em meados de 1880, o então Ministro da Marinha, o almirante José Rodrigues de Lima Duarte, apresentou um relatório à Assembleia Legislativa sobre a urgência de se modernizar a Marinha Imperial, com a adoção de então modernos navios encouraçados. O almirante desejava a aquisição destes tipos de navios a fim de valer a posição que o império tinha naquele período perante outras nações marítimas.

O encouraçado foi construído pelos estaleiros da Samuda & Brothers, no Reino Unido. A sua quilha foi batida em 31 de agosto de 1881, tendo sido lançado ao mar em 7 de junho de 1883 e incorporado à Armada Imperial Brasileira em 19 de novembro de 1883. À época, foi considerado o mais poderoso navio de guerra do hemisfério ocidental. O seu primeiro comandante foi o capitão de mar e guerra Eduardo Wandenkolk – mais tarde Primeiro Ministro da Marinha, após a Proclamação da República Brasileira. Deve seu nome à Batalha Naval do Riachuelo, travada em 11 de junho de 1865. Assim que chegou ao Brasil, tendo aportado ao Rio de Janeiro, então capital do Império, em 13 de novembro de 1884, a embarcação foi subordinada à Esquadra de Evoluções, sob o comando do Almirante Barão de Jaceguai, entre os anos de 1882 e 1885.

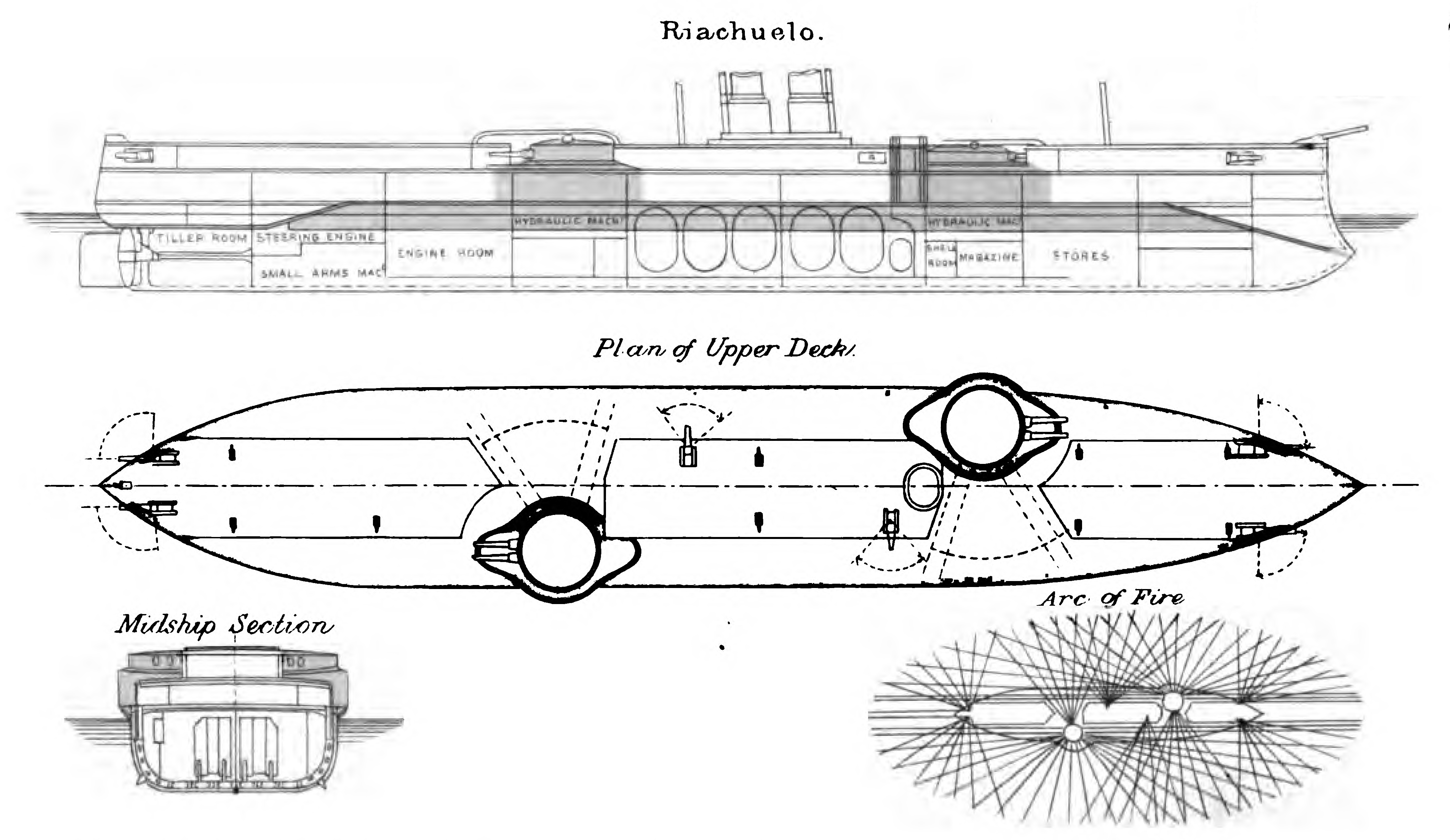
Desenho do Riachuelo

A Comissão Naval designada para acompanhar a construção e receber o Riachuelo e Aquidabã, outro encouraçado de características semelhantes, foi presidida pelo Contra-Almirante José da Costa Azevedo, assessorado pelo Engenheiro Naval Trajano Augusto de Carvalho. A introdução do Riachuelo representou uma significativa vantagem no poderio militar da frota brasileira. Quando terminado, era um dos mais avançados navios de seu tempo, além de um modelo em seu gênero. Além disso, a aquisição do Riachuelo e Aquidabã fez da marinha brasileira a mais poderosa do hemisfério ocidental. Sobre isso, Hilary A. Albert, chefe do comitê de assuntos navais da Câmara dos Representantes dos Estados Unidos, alertando o congresso americano em 1883, comentou: "Se toda essa nossa marinha velha fosse colocada em um arranjo de batalha no meio do oceano e confrontados com o Riachuelo, é duvidoso que uma única embarcação portando a bandeira americana voltasse ao porto". A preocupação norte-americana com a construção do Riachuelo levou o congresso a deliberar sobre a situação em que se encontrava a frota do país. De fato, o encouraçado brasileiro influenciou os Estados Unidos a desenvolverem navios que pudessem fazer frente às outras potências, como o USS Maine e o USS Texas, os primeiros navios capitais de sua marinha.

## Características
O Riachuelo era feito de aço trabalhado em forno Siemens-Martin, com o metal recobrindo o casco com duas camadas de seis polegadas e forrado externamente com cobre. O navio era dividido em 58 compartimentos estanques e fundo duplo subdividido em dezesseis compartimentos. A roda de proa, cadaste e o leme foram construídos em bronze; couraça do casco de face acerada, constituída por uma cinta de 250 pés (76 metros) de extensão de 11 polegadas (279 milímetros) a meio comprimento do costado, onde protegia as máquinas, caldeiras e paióis, sendo no comprimento restante reduzida a 10 polegadas (254 milímetros) de espessura e na parte submersa do casco uma parte com 10 (254 milímetros) e outra com 7 polegadas (178 milímetros).
Nos extremos do casco, havia uma couraça inclinada de 3 polegadas (76 milímetros) com 15 graus de inclinação. Deslocava 6 100 toneladas, tinha 97,72 metros de comprimento, 15,25 metros de boca, 5,94 metros de calado, 20,6 polegadas de calado máximo e um pano envergado junto à barca. Seu poder ofensivo constituía-se de duas torres, dispostas em diagonal, uma a BE e outra a BB, com dois canhões de retrocarga Armostrong de 9.2 polegadas cada; quatro canhões de 6 polegadas (152 milímetros) em quatro reparos singelos; 2 canhões de rápida cadência; 15 metralhadoras Nordenfelt; 5 portinholas para lança-torpedos de 18 polegadas (457 milímetros) sendo três na superfície e dois submersos. A tripulação constituía-se de 350 homens.

## História

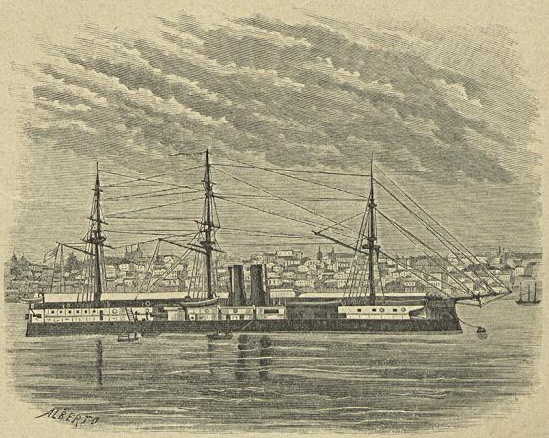
O couraçado Riachuelo (O Occidente, 1894)

O Riachuelo zarpou da Inglaterra no dia 20 de setembro de 1884, fazendo escala em Lisboa, e atracou no Rio de Janeiro em 13 de novembro. Antes de sua saída da Europa, o encouraçado havia sido incorporado à Esquadra de Evoluções, em 19 de agosto, o núcleo mais moderno da armada em propulsão, artilharia e torpedos, que ficou sob o comando do chefe de esquadra Artur Silveira de Motta. O Riachuelo tornou-se, assim, um dos dezesseis navios da esquadra (os encouraçados Sete de Setembro, Solimões e Javary; os cruzadores híbridos Guanabara e Almirante Barroso; as corvetas oceânicas Trajano, Barroso e Primeiro de Março; as torpedeiras de 1.ª Classe (50 t) 1, 2, 3, 4 e 5 e as torpedeiras de 4.ª Classe (50 t) Alfa, Beta e Gama). O objetivo desta divisão era o aperfeiçoamento das táticas de batalha e treinamento avançado, além de exibir o poder naval brasileiro. Neste período, a Marinha chegou a ser a quinta maior do mundo. No dia 28 de agosto, recebeu o distintivo número 1. Ainda em 1884, após sua chegada ao Brasil, o encouraçado juntou-se à esquadra.
No dia 17 de novembro de 1889, o Riachuelo foi destacado para escoltar o paquete Alagoas, navio que levou a Família Imperial Brasileira ao exílio na Europa, após a Proclamação da República. O encouraçado, comandado pelo capitão-tenente Alexandrino Faria de Alencar, acompanhou o Alagoas até a linha do Equador. Na viagem, D. Pedro II irritou-se com com a baixa velocidade do Riachuelo, que obrigava o Alagoas, muito mais rápido, a diminuir seu ritmo ou até mesmo navegar em círculos para não deixar sua escolta para trás. Em 14 de janeiro de 1890, o encouraçado partiu do Rio de Janeiro, com o ministro Quintino Bocaiuva a bordo, para Buenos Aires. O ministro tinha por objetivo assinar o Tratado de Limites firmado com a Argentina. O acordo foi assinado na cidade uruguaia de Montevideo, em 25 de janeiro de 1890, sob mediação do presidente dos Estados Unidos Grover Cleveland.
No ano seguinte, irrompeu a Revolta da Armada, movimento revolucionário que culminou com a renúncia do presidente Deodoro da Fonseca, porém, apenas os oficiais do encouraçado aderiram ao movimento. Durante o período da revolta, o Riachuelo foi enviado à Europa para passar por modificações, com sua ida apressada para evitar fazer parte da rebelião. A viagem ocorreu em 9 de agosto de 1893 com o navio sob comando do capitão de mar e guerra João Justino de Proença. Seguiu para os estaleiros de Forges et chantiers de la Méditerranée, em Toulon, França, onde recebeu diversas modificações que aumentaram seu poder fogo, além de ter recebido dois pesados mastros militares que lhe deram maior estabilidade. O Riachuelo permaneceu em Toulon entre 1893 e 1895. Nesse período, em 1894, o governo brasileiro assinou um contrato com o engenheiro francês Claude Goubet, a bordo do encouraçado, para a construção de um submarino de oito metros de comprimento. A tripulação seria composta por um oficial e dois praças do próprio Riachuelo. Se concretizado, seria a primeira tentativa brasileira em adquirir um navio desse tipo. A construtora acabou por nunca ter cumprido o contrato e o submarino permaneceu apenas como projeto.

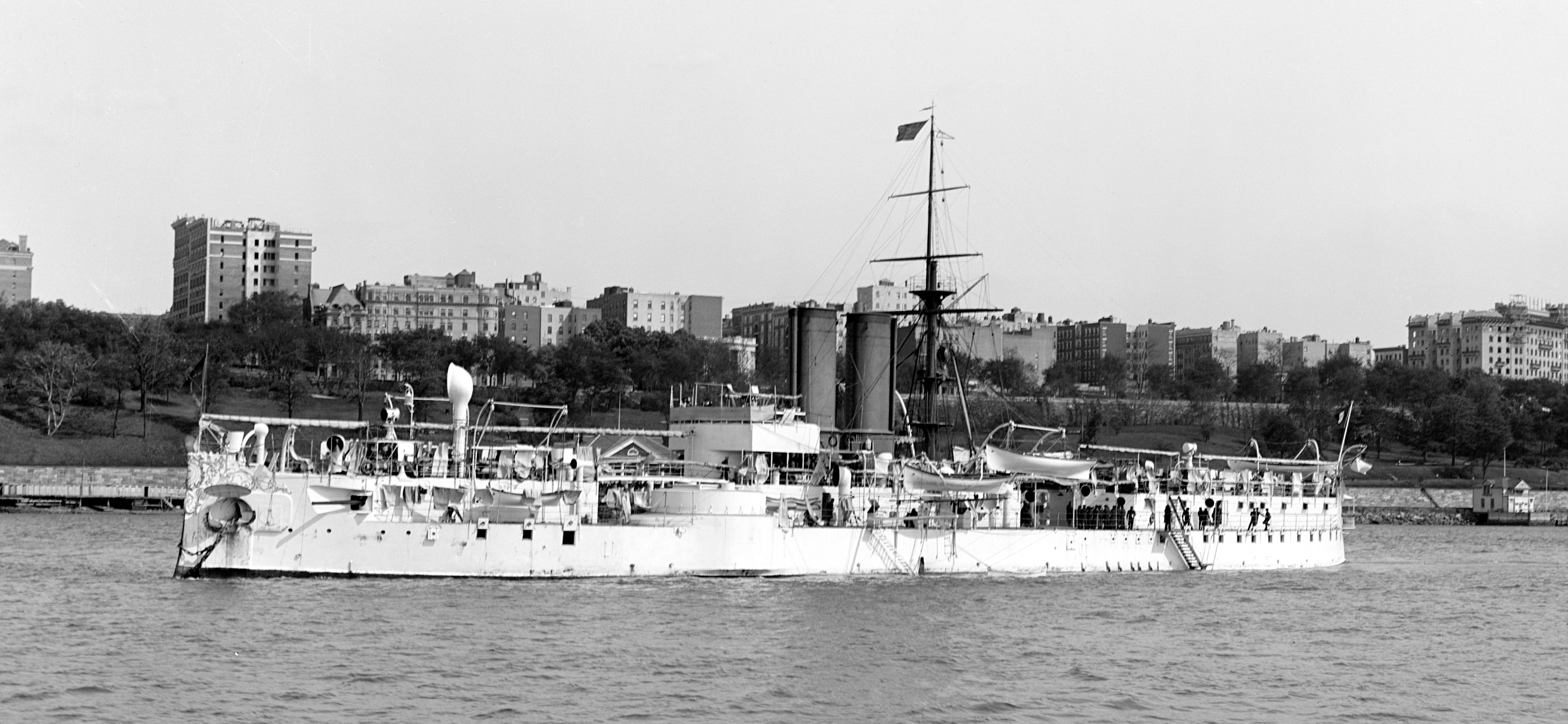
Riachuelo em 1907

Após testes de máquinas para avaliar seu desempenho, o Riachuelo voltou ao Brasil novamente como nau capitânia da Esquadra e, em 1900, capitaneou um grupo-tarefa designado para levar o presidente Campos Sales em visita oficial à Argentina, acompanhado pelos cruzadores Barroso e Tamoio. Esse grupo-tarefa ficou conhecido como "Divisão Branca". Em 1907 realizou a sua última missão importante, conduzindo a bordo a Comissão Naval Brasileira, presidida pelo contra-almirante Huet de Bacellar, designada para acompanhar a construção e receber os novos encouraçados encomendados dentro do Plano Naval de 1906: os encouraçados Minas Geraes e São Paulo. No mesmo ano, o encouraçado participou do evento da Revista Naval Internacional de Hampton Roads, nos Estados Unidos, em conjunto novamente com os cruzadores Barroso e Tamoio. O Riachuelo foi desativado de forma definitiva em 28 de março de 1910 e seguiu a reboque para um desmanche na Europa, porém, acabou por naufragar durante um violento temporal antes de chegar ao destino.

### Artigos
- Brasil, Marinha do. «Encouraçado Riachuelo» (PDF). Diretoria do Patrimônio Histórico e Documentação da Marinha. Consultado em 27 de agosto de 2020
- Duarte, Almirante José Rodrigues Lima (1880). «Relatório apresentado à  Assembleia Geral Legislativa na 3.ª Sessão da 17.ª Legislatura» (PDF). Ministério da Marinha: 22. Consultado em 26 de agosto de 2020
- Franco, Álvaro da Costa. «Tratados de Fixação de Limites Territoriais» (PDF). Fundação Getúlio Vargas. Consultado em 20 de abril de 2021
- Martini, Fernando Ribas de (2020). «Construir navios é preciso, desistir não é preciso: a construção naval militar brasileira na décadas de 1930 e 1940» (PDF). Universidade de São Paulo. Biblioteca Digital USP. doi:10.11606/T.8.2020.tde-03092020-174032
- United States, Office of Naval Intelligence (1885). «General Information Series: Information from Abroad». U.S. Government Printing Office
- Val, Sylvio dos Santos (2015). «A Guerra do Paraguai e seu aftermath: nucleação tecnológica na Marinha do Brasil» (PDF). Navigator. 11 (22): 43-54. ISSN 0100-1248

### Livros
- Brasil, Marinha do (2014). 100 anos Força de Submarinos. Rio de Janeiro: Fundação Getúlio Vargas. ISBN 978-85-64878-21-1
- Friedman, Norman (1985). U.S. battleships : an illustrated design history. Annapolis, Md.: Naval Institute Press. ISBN 978-0-87021-715-9
- Gratz, George A. (1999). The Brazilian Imperial Navy Ironclads, 1865-1874. London: Conway Maritime Press. ISBN 0-85177-724-4
- Gibbons, Tony (1983). The complete encyclopedia of battleships and battlecruisers : a technical directory of all the world's capital ships from 1860 to the present day. Londres: Salamander Books. ISBN 978-08-61011-42-1
- Herder, Brian Lane (2022). US Navy Armored Cruisers 1890–1933. Dublin, Ireland: Bloomsbury Publishing. ISBN 9781472851017
- Musicant, Ivan (1998). Empire by default: the Spanish-American war and the dawn of the American century. New York: H. Holt. ISBN 0805035001
- Parkinson, Roger (2008). The late Victorian Navy : the pre-dreadnought era and the origins of the First World War. Woodbridge, UK: Boydell Press. ISBN 978-1-84383-372-7. OCLC 646848836
- Rezzutti, Paulo (2019). D. Pedro II A história não contada: O último imperador do novo mundo revelado por cartas e documentos inéditos 1a̲ edição ed. São Paulo: Casa dos Mundo. ISBN 978-85-7734-677-6
- Val, Sylvio dos Santos (2020). Qual o futuro da Marinha como Força Estratégica?. Rio de Janeiro: Associação Nacional de História Seção Regional do Rio de Janeiro. ISBN 978-65-88404-03-4

### Online
- DefesaTV, Redação (1 de novembro de 2020). «A Poderosa Marinha Imperial Brasileira». DEFESA TV. Consultado em 5 de maio de 2021. Cópia arquivada em 6 de maio de 2021
- Naval-1. «NGB - Encouraçado de Esquadra Riachuelo». Consultado em 20 de abril de 2021
- Naval-2. «NGB - Almirante Duarte Huet de Bacelar Pinto Guedes». Consultado em 4 de maio de 2021
- The Sextant (18 de novembro de 2013). «Remember the Maine, A First-of-its-Kind Warship». Consultado em 1 de junho de 2017. Cópia arquivada em 20 de março de 2021